# U-Bahnhof Museo
Der Bahnhof Museo ist ein unterirdischer Bahnhof der U-Bahn Neapel. Er befindet sich unter dem piazza Cavour, in der Nähe des Archäologisches Nationalmuseums.

## Geschichte
Der Bahnhof Museo wurde am 5. April 2001 in Betrieb genommen.

## Anbindung
| Linie   | Verlauf |
| ------- | --- |
| Linie 1 | Piscinola – Chiaiano – Frullone – Colli Aminei – Policlinico – Rione Alto – Montedonzelli – Medaglie d’Oro – Vanvitelli – Quattro Giornate – Salvator Rosa – Materdei – Museo – Dante – Toledo – Municipio – Università – Duomo – Garibaldi |